# Dry Leaf
Dry Leaf ist ein Filmdrama von Alexandre Koberidse. Das Roadmovie mit seinem Vater David Koberidze in der Hauptrolle ist eine Koproduktion von Deutschland und Georgien und feierte Mitte August 2025 beim Locarno Film Festival seine Premiere.

## Handlung
Nach dem Verschwinden der jungen Fotografin Lisa beschließt ihr Vater sie zu suchen und macht sich mit ihrem besten Freund Levani auf eine Reise durch Georgien, da Lisa zuletzt Fußballplätze im ganzen Land fotografiert hat. Iraklis Weg führt über verschlungene Bergstraßen.

## Produktion
Regie führte Alexandre Koberidse, der auch das Drehbuch schrieb und als Kameramann fungierte. Es handelt sich bei Dry Leaf nach Lass den Sommer nie wieder kommen und Was sehen wir, wenn wir zum Himmel schauen? um den dritten Spielfilm des  georgischen Regisseurs und Schauspielers, der an der Deutschen Film- und Fernsehakademie Berlin studierte. Mariam Shatberashvili tritt wie bei seinem letzten Film auch bei Dry Leaf als Produzentin in Erscheinung.
David Koberidze, der Vater des Regisseurs, spielt in der Hauptrolle Irakli. Weiter auf der Besetzungsliste finden sich Irina Chelidze, Vakhtang Panchulidze und Otar Nijaradze. Bei dem in Georgien bekannten Schauspieler Giorgi Bochorishvili, der in Was sehen wir, wenn wir zum Himmel schauen? in einer Hauptrolle zu sehen war, wuchs der Regisseur auf.
Die Filmmusik komponierte Giorgi Koberidze, der Bruder des Regisseurs, mit dem er bereits für Was sehen wir, wenn wir zum Himmel schauen? zusammenarbeitete. Er war bei Dry Leaf auch Filmtonmeister.
Mitte Juli 2025 wurde der erste Trailer vorgestellt. Die Premiere des Films fand am 13. August 2025 beim Locarno Film Festival statt. Im September 2025 soll er beim Toronto International Film Festival gezeigt werden und hiernach beim New York Film Festival. Die weltweiten Vertriebsrechte sicherte sich Heretic.

## Rezeption

### Kritiken
Jochen Werner beschreibt Dry Leaf in seiner Kritik für Filmstarts als ein Roadmovie und einen Naturfilm, gleichzeitig knüpfe dieser an den verspielten magischen Realismus an, den Alexandre Koberidse insbesondere in seinem zweiten Film Was sehen wir, wenn wir zum Himmel schauen? exzessiv zelebrierte. Wo es dort zwei Liebende waren, die sich nicht wiedersehen durften, weil sie am Morgen nach ihrem ersten Aufeinandertreffen jeweils als Andere aufwachten, täusche der Augenschein in Dry Leaf auf andere Weise, da  die Welt, durch die wir mit Irakli reisen, von Unsichtbaren bevölkert ist, die man aber laut und deutlich höre.

### Auszeichnungen
Locarno Film Festival 2025
- Nominierung im Internationalen Wettbewerb für den Goldenen Leoparden
- Lobende Erwähnung für die Beste Performance – Pardo (Alexandre Koberidse)[4][10]